# Mark de Jonge
Mark de Jonge (Calgary, 15 de febrero de 1984) es un deportista canadiense que compitió en piragüismo en la modalidad de aguas tranquilas.
Participó en los Juegos Olímpicos de Londres 2012, obteniendo una medalla de bronce en la prueba de K1 200 m. En los Juegos Panamericanos consiguió cuatro medallas entre los años 2003 y 2015.
Ganó tres medallas en el Campeonato Mundial de Piragüismo entre los años 2013 y 2015.

## Palmarés internacional
| Juegos Olímpicos     | Juegos Olímpicos                | Juegos Olímpicos  | Juegos Olímpicos |
| Año                  | Lugar                           | Medalla           | Competición      |
| -------------------- | ------------------------------- | ----------------- | ---------------- |
| 2012                 | Londres (Reino Unido)           | Medalla de bronce | K1 200 m         |
| Campeonato Mundial   |                                 |                   |                  |
| Año                  | Lugar                           | Medalla           | Competición      |
| 2013                 | Duisburgo (Alemania)            | Medalla de plata  | K1 200 m         |
| 2014                 | Moscú (Rusia)                   | Medalla de oro    | K1 200 m         |
| 2015                 | Milán (Italia)                  | Medalla de oro    | K1 200 m         |
| Juegos Panamericanos |                                 |                   |                  |
| Año                  | Lugar                           | Medalla           | Competición      |
| 2003                 | Santo Domingo (Rep. Dominicana) | Medalla de bronce | K1 500 m         |
| 2007                 | Río de Janeiro (Brasil)         | Medalla de plata  | K4 1000 m        |
| 2015                 | Toronto (Canadá)                | Medalla de oro    | K1 200 m         |
| 2015                 | Toronto (Canadá)                | Medalla de bronce | K2 200 m         |